# Славна революция
Славната революция (на английски: Glorious Revolution), наричана също Революцията от 1688 г., е свалянето на краля на Англия Джеймс II (VII на Шотландия) през 1688 г. от съюз на парламентаристи с нахлуваща армия, водена от холандския щатхалтер Уилям III Орански, който в резултат се възкачва на английския трон като крал Уилям III.
Кризата, сполетяла крал Джеймс II, достига кулминация през 1688 г., когато му се ражда син, Джеймс Франсис Едуард Стюарт на 10 юни (Юлиански календар). Дотогава тронът е щял да бъде наследен от дъщеря му Мери, протестантка и съпруга на Уилям Орански. Сега става вероятна перспективата за католическа династия в кралствата. Вече разтревожени от католицизма на краля и близките му връзки с Франция, ключови лидери на торите се обединяват с членове на опозиционните виги и се заемат да решат кризата, като поканят Уилям Орански в Англия.
Изразът „Славна революция“ е използван за първи път от Джон Хампдън в края на 1689 г. и все още се употребява от Британския парламент. Славната революция понякога се нарича Безкръвната революция, макар и неточно. В Англия има два значителни сблъсъка между двете армии и антикатолически безредици в няколко града. Последва също Уилямовата война в Ирландия и сериозни битки в Шотландия (при Киликранки и Дънкелд). Революцията също води до рухването на отвъдморското владение Нова Англия и свалянето на правителството на Мериленд.
Революцията е тясно свързана със събитията на Деветгодишната война в Европа и може да се приема за последното успешно нашествие в Англия. Може да се твърди, че свалянето на Джеймс полага началото на съвременната английска парламентарна демокрация: никога след това монархът не е държал абсолютна власт, а Законът за правата от 1689 г. става един от най-важните документи в политическата история на Великобритания. Детронирането на католика Джеймс II слага край на шансовете католицизмът да бъде възстановен в Англия и също води до ограничена търпимост към протестанти неконформисти – изминава известно време преди те да получат пълни политически права. За католиците обаче това е катастрофа, и в социално, и в политическо отношение. Католиците са лишени от правото да гласуват и да бъдат избирани в парламента в Уестминстър за повече от 100 години след това. Забранено е и назначаването им в армията и на монарха се забранява да бъде католик или да се ожени за католичка.
Нашествието прекратява всички опити на Англия в Англо-холандските войни през 17 век да подчинят Холандската република с военна сила. Личната уния, общият пазар и сътрудничеството между английската и холандската флота обаче прехвърлят господството в световната търговия от Холандия към Англия (и след това към кралство Великобритания).